# Ciudad deportiva Joan Gamper
La Ciudad Deportiva Joan Gamper (en catalán: Ciutat Esportiva Joan Gamper) es un complejo deportivo del Fútbol Club Barcelona, inaugurada el 1 de junio de 2006.
Ubicada en la localidad barcelonesa de San Juan Despí y con una superficie inicial de 136.839 m², ampliada en 2013 con otra parcela de 26.811 m², acoge los entrenamientos del primer, segundo equipo y los equipos inferiores del club. Durante los fines de semana, los equipos del fútbol base y fútbol femenino disputan sus partidos así como la actividad de buena parte de otros deportes formativos de las secciones en estas excelentes instalaciones. Consta de nueve campos de fútbol, un campo de entrenamiento de porteros de césped natural y un pabellón polideportivo.

## Historia

### Antecedentes
El primer proyecto de ciudad deportiva se remonta a la presidencia de Agustí Montal i Costa. Con la idea de construir estas instalaciones, en 1973 adquirió 37 hectáreas de terrenos agrícolas en los humedales del Delta del Llobregat, en una zona conocida como Can Feliu y Els Reguerons, dentro del término municipal de Viladecans. Pero el proyecto no prosperó por tratarse de un espacio natural no edificable, que actualmente está catalogado como Zona de especial protección para las aves (ZEPA).
En 1987 el presidente José Luis Núñez, recogiendo la idea de su predecesor, adquirió unos terrenos agrícolas en San Juan Despí, pero problemas burocráticos y administrativos en la recalificación paralizaron el proyecto durante años. Ante la imposibilidad de iniciar las obras, en julio de 1997 Núñez optó por comprar otra parcela, correspondiente a una explotación agrícola conocida como Can Rigal, a 600 metros del Miniestadi, ya dentro del término municipal de Hospitalet de Llobregat. Los terrenos, por los que el FC Barcelona pagó 250 millones de pesetas, ocupaban una superficie de 60.750 metros cuadrados, que incluían una masía del siglo XVIII, protegida como Patrimonio Arquitectónico. El club proyectó la rehabilitación de la casa de campo como residencia y escuela de futbolistas, en substitución de La Masía original, además de la construcción de tres campos de fútbol anexos, destinados a los entrenamientos del primer equipo y del fútbol base. En enero de 1998, tras obtener la licencia del Ayuntamiento de Hospitalet de Llobregat, el club inició las obras en Can Rigal. Pero apenas unos meses después, debido a las denuncias presentadas por varias asociaciones vecinales, la Generalidad de Cataluña bloqueó la recalificación como equipamiento de los terrenos, considerados zona verde, y el proyecto quedó definitivamente paralizado.

### Ciudad Deportiva Joan Gamper
A tan solo 4,5 kilómetros del Camp Nou fuera ya de los límites de la Ciudad Condal, se ubican las 30 hectáreas de terreno que el Barça adquirió por 9 millones de euros bajo la presidencia de José Luis Núñez, en 1989, recogiendo la idea de Agustí Montal i Costa. Allí, en San Juan Despí, se ponía la primera piedra 11 años más tarde, el 11 de diciembre de 2000, ya siendo presidente del club Joan Gaspart, para convertirse finalmente en la Ciudad Deportiva Joan Gamper, 136 839 metros cuadrados donde, en una primera fase, se han incluido 8 campos de fútbol 11, uno de fútbol 7 y un pabellón polideportivo de 3 pistas, que se podrán utilizar de forma simultánea, con 3346 metros cuadrados en total. Unido al pabellón mediante una cubierta sobre la entrada al complejo, un edificio de tres plantas con parte de tribuna y aforo para 1500 espectadores mirando hacia el campo principal de fútbol, y parte de servicios, con zona de gimnasio, vestuarios, salas de reuniones, zona de fisioterapia, despacho médico, cabinas de radio, despachos, bar, plató de televisión, y un aparcamiento subterráneo con capacidad para 80 vehículos, completan el recinto. 
Aunque la finalización de las obras estaba prevista inicialmente para 2002, distintos problemas han ido frenando el progreso del proyecto (litigios con los vecinos de la zona y problemas de financiación), ya que los planes inicialmente previstos para sufragar los gastos no han podido realizarse. Entre estos, los terrenos donde reside hoy la Ciudad Deportiva albergaba la edificación de un parque empresarial y oficinas, el levantamiento de pisos y la construcción de una zona comercial. El proceso culminaba en su primera fase, la de zona deportiva puramente dicha, el 1 de junio de 2006, casi seis años más tarde y cuatro después de lo previsto. A la inauguración asistieron: el en ese entonces presidente del club, Joan Laporta, en el tercer año al frente del Barça, junto a miembros de la directiva del club y otras personalidades. Antonio Poveda, alcalde de San Juan Despí, valoró el Joan Gamper como un punto referente del deporte catalán, y su inauguración como momento clave para la expansión de la localidad y su reforma hacia el futuro, generando también 1000 empleos en la ciudad gracias al uso terciario de 75 000 metros cuadrados y otros 35 000 para servicios sociosanitarios.
En este marco, cabe resaltar que la edificación de la ciudad deportiva hará llegar en breve a San Juan Despí una estación del Trambaix, el tranvía del Bajo Llobregat, que unirá la zona deportiva con otras localidades cercanas y con Barcelona, favoreciendo así el transporte de los deportistas. Además, el proyecto ha mejorado la accesibilidad por carretera a la localidad, en distintas actuaciones que han afectado a las vías B-23 y A2, aunque se están ampliando los accesos a San Juan Despí gracias a cinco nuevos puntos, tres bajo la B-23, otro unido a la N-340, y una carretera nueva que rodea la Ciudad Deportiva y la localidad.

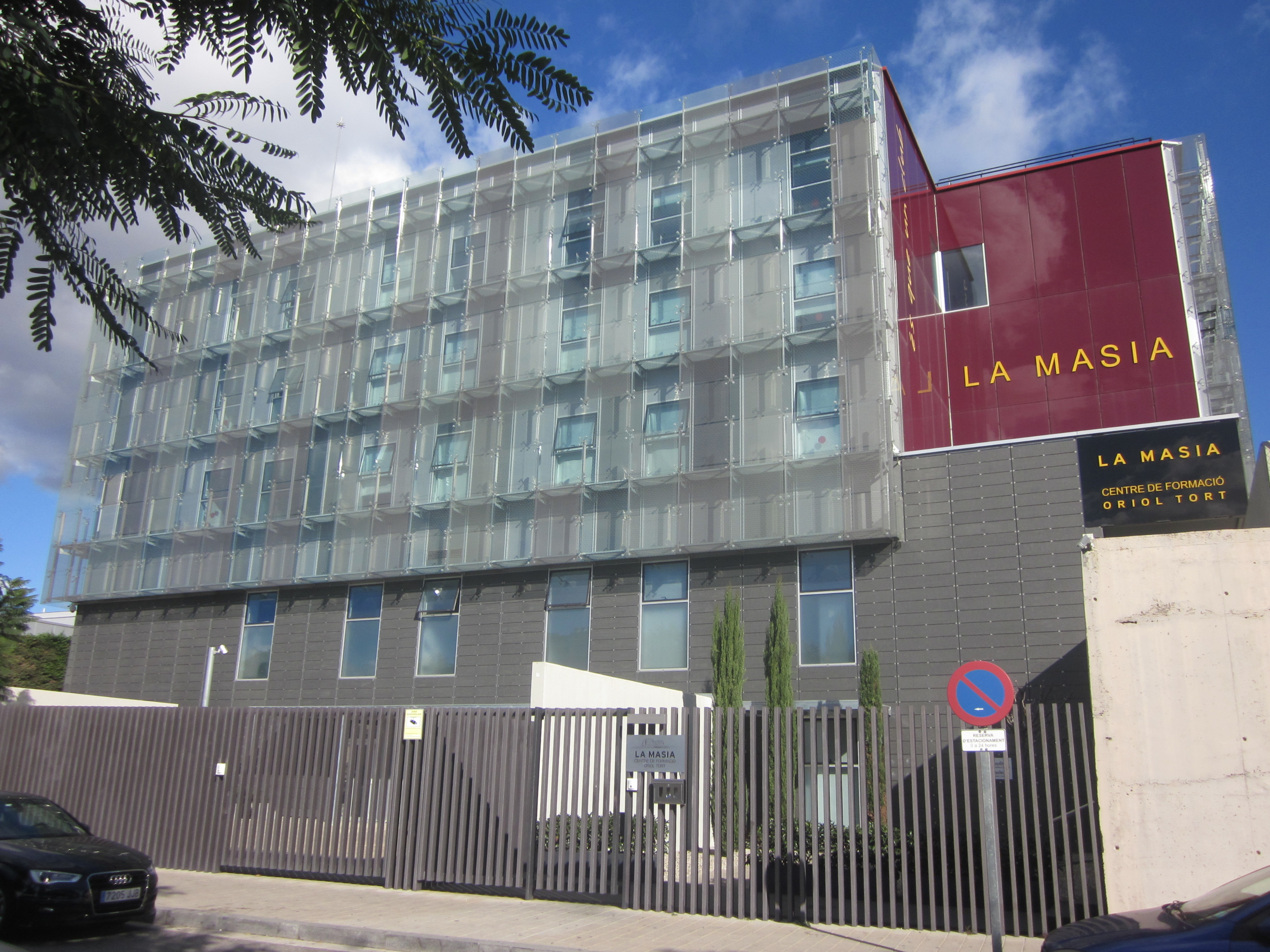
La nueva Masía, inaugurada el año 2011 en el recinto.

La construcción de la fase ya inaugurada ha supuesto la inversión por parte del club blaugrana de 68 M €, de los que un 25,6 por ciento han ido a parar al proceso de urbanización, y el restante ha costeado la construcción del edificio en forma de “L” y de los campos de fútbol. En 2002 y 2003, el club vendió dos parcelas por valor de 45,6 M € para poder continuar con las obras de una ciudad que tendrá como función principal actuar de centro neurálgico del deporte base del club.
Dentro de la Ciudad Deportiva Joan Gamper, el pabellón polideportivo recogerá la práctica de baloncesto, fútbol sala de todos los equipos salvo los de primer nivel (que seguirán utilizando como sede el Palau Blaugrana) y voleibol.
También los jugadores de fútbol, rugby y hockey hierba del Barcelona se trasladaron a los campos de césped artificial de San Juan Despí. Un total de 49 equipos de base, compuestos por 800 deportistas y 75 técnicos, se entrenan en las nuevas instalaciones.
Los gastos ocasionados por la edificación podrían sufragarse en parte mediante la explotación y uso comercial de las instalaciones, gracias a la estancia de algunos equipos en sus fases preparatorias, como ya lo hiciera la expedición de 40 personas del Udinese italiano o del club ruso F. C. Moscú, a principios del año 2007, suponiendo así una nueva vía de ingresos para el club.
La Ciudad Deportiva se organiza básicamente en dos plataformas a cotas distintas, que diferencian un campo de entrenamiento destinado al fútbol profesional y los campos para el fútbol base y las otras secciones. Más adelante se completará la construcción de otros edificios, como residencia u pabellón polideportivo, este último se ubicará junto al perímetro del terreno recuperado por la junta directiva de Sandro Rosell, convirtiendo a la Ciudad Joan Gamper en una de las más funcionales del mundo.
Finalmente, en 2013 el club adquirió una parcela colindante de 26 811 m², perteneciente al Club de Tenis El Forn, con la intención de construir en la misma el nuevo estadio para las divisiones inferiores del club, en sustitución del Miniestadi ubicado junto al Camp Nou, dentro del proyecto global de mejora y ampliación de aquellas instalaciones.

## Cronología

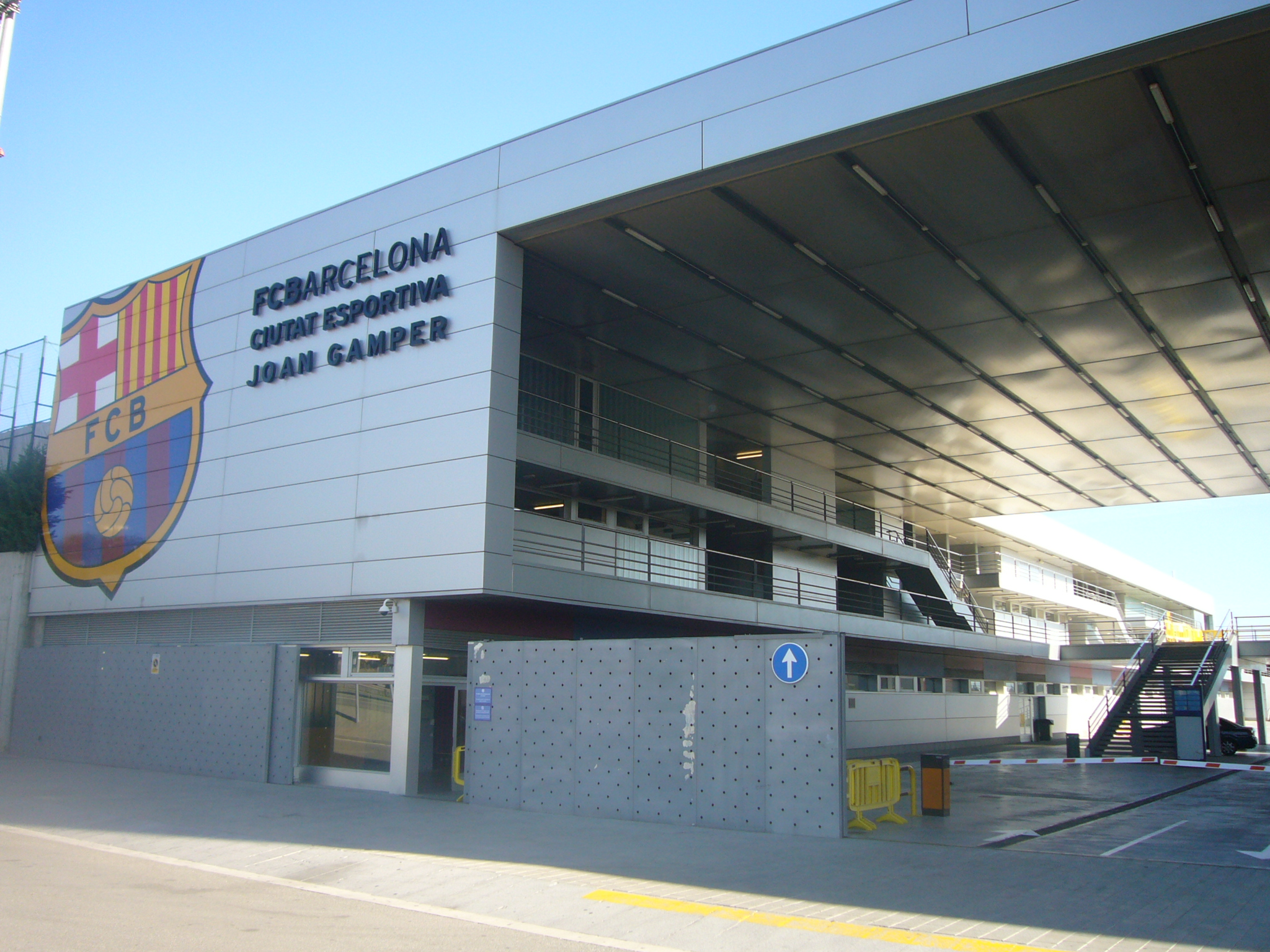
Entrada principal.

- 1980-81: La directiva de José Luis Núñez empieza a proyectar la construcción de una Ciudad Deportiva
- Enero de 1989: Se compran los terrenos para construir esta Ciudad Deportiva en San Juan Despí
- Noviembre de 2000: Bajo la presidencia de Joan Gaspart se decide que la Ciudad Deportiva se llame Joan Gamper
- Diciembre de 2000: Se pone la primera piedra
- Julio de 2001: La Generalidad da el permiso para que se empiece a construir
- Junio de 2002: Bajo el mandato de Joan Gaspart se vende una parte de los terrenos
- Febrero de 2003: Bajo el mandato de Enric Reyna se vende otra parte de los terrenos
- Julio de 2003: Llega Joan Laporta a la presidencia y decide paralizar las obras para invertir en el primer equipo
- Julio de 2004: Se reanudan las obras
- Mayo de 2006: El fútbol base empieza a entrenar
- Junio de 2006: Se inaugura oficialmente
- Enero de 2009: El primer equipo de fútbol[13] empieza a entrenar
- Julio de 2011: Empieza la actividad en la nueva Masía, llamada "Centro de formación Oriol Tort"[14]
- Octubre de 2011: Se inaugura oficialmente la nueva Masía
- Octubre de 2013: Compra de una parcela contigua de 26.811 m², donde se ubican las instalaciones del Tennis el Forn, por 8.270.000 euros, más IVA, para la construcción de futuro Miniestadi.[15]
- 23 de enero de 2015: Se inauguran oficialmente los nuevos pabellones para las categorías inferiores de las secciones de balonmano y fútbol sala.[16]
- 26 de mayo de 2015: Se anuncia la adjudicación de la construcción del Nuevo Miniestadi al estudio Batlle i Roig Arquitectes, por un presupuesto de 12 millones de euros.[17]
- 27 de agosto de 2019 se inaugura oficialmente el estadio Johan Cruyff con capacidad para 6 000 espectadores.

## Instalaciones

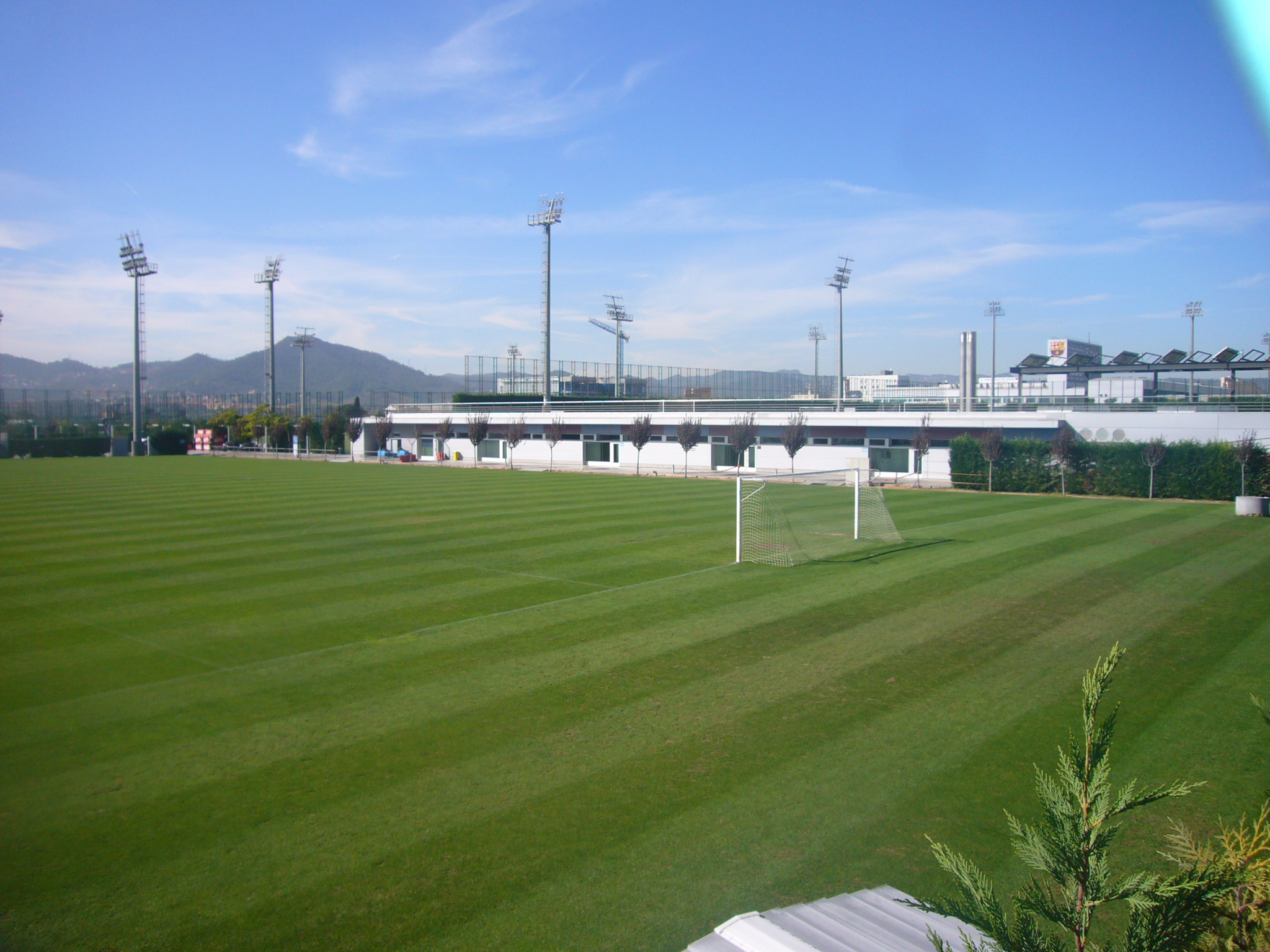
Campo 4, de césped natural.

- Campo 1 Tito Vilanova: Fútbol 11 (105 x 68 metros). Césped natural. Gradas con capacidad para 1400 espectadores.
- Campo 2: Fútbol 11 (105 x 65 metros). Césped natural. Gradas con capacidad para 400 espectadores.
- Campo 3: Fútbol 11 (105 x 65 metros). Césped natural. Este campo comparte las gradas con el campo 2.
- Campo 4: Fútbol 11 (105 x 65 metros). Césped natural.
- Campo 5: Fútbol 11 (105 x 65 metros). Césped artificial.
- Campo 6: Fútbol 7 (55 x 38 metros). Césped artificial.
- Campo 7: Fútbol 11 (105 x 68 metros). Césped natural. Gradas con capacidad para 1750 espectadores.
- Campo 8: Fútbol 11 (105 x 65 metros). Césped artificial. Gradas con capacidad para 950 espectadores.
- Campo 9: Fútbol 11 (105 x 65 metros). Césped artificial. Este campo comparte las gradas con el campo 8.
- Zona de porteros: Zona de entrenamiento de porteros en césped natural
- Pabellón de baloncesto: Gradas con capacidad para 472 espectadores.
- Pabellón de balonmano y fútbol sala: Dos pistas, una encima de otra, para las categorías inferiores de las secciones de balonmano y fútbol sala -y puntualmente para el entrenamiento de sus primeros equipos- con gradas con capacidad para 251 y 245 espectadores, respectivamente.
- Edificio de tribuna del campo 1: Edificio de servicios con despachos, sala de reuniones, sala de prensa, vestuarios y gimnasio para los equipos de fútbol profesional.
- Edificio con vestuarios y servicios de Fútbol Base
- Masía - Centro de Formación Oriol Tort
- Estadi Johan Cruyff: Estadio de 105 x 68 m con capacidad para 6000 espectadores, que alberga los partidos del FC Barcelona B, el F. C. Barcelona femenino y los partidos de Liga Juvenil de la UEFA del F. C. Barcelona Juvenil "A".
- Masia de Can Felip: Edificio de interés histórico se convertirá en futuras oficinas del club.
- Nuevo pabellón para el hockey sobre patines y secciones amateurs: (en proyecto)

## Polémicas
En 2009, la anterior junta directiva encabezada por Joan Laporta, había anunciado la adjudicación de las obras de la residencia la nueva Masía a FCC, responsable también de la mayor parte de la Ciudad Deportiva. “Después de analizar y contrastar hasta ocho ofertas presentadas, se han adjudicado las obras por un valor de 8,8 millones de euros a FCC. Las obras se iniciarán este abril y la duración prevista es de 12 a 14 meses, de manera que la nueva residencia podría estar lista en el segundo trimestre del 2010”, así decía el comunicado oficial tras una reunión de junta celebrada en el Valle de Arán (Lérida).
Lo que sorprende a los ex responsables azulgranas además del cambio de adjudicatario sin más explicaciones es que lo que se han vendido una parcela de 18.000m2 a la sociedad MCM Renting por 21,5 millones de euros más IVA, situada dentro de la ciudad deportiva para financiar unas obras que no empezaron hasta que, el nuevo presidente Sandro Rosell toma posesión del cargo el 1 de julio de 2010.
Con la idea de recuperar patrimonio, como así prometió el nuevo presidente, en las elecciones de julio de 2010, el club ha podido acordar con MCM Renting la recompra de los terrenos anexos al pabellón de la Ciudad deportiva, y abonar a esta empresa 1,5 millones de euros en concepto del primer pago que había cobrado el Fútbol Club Barcelona y 3 millones por el IVA, que se acordó que se abonase antes. La intención del presidente es construir allí más pabellones indoor.

## Ubicación
Dirección: 
Avenida del Sol, s/n
CP: 08790
San Juan Despí (Barcelona)

## Transporte público próximo

### Tranvía
A unos 400 metros de la entrada de la Ciudad Deportiva se encuentra la San Feliu-Consejo Comarcal de la línea T3 del Trambaix. El tranvía permite conectar con el Metro de Barcelona y Cercanías de Cataluña.

### Bus
Las paradas llamadas "Ctra. Laureà Miró-Mn. Jacinto Verdaguer" (una a cada banda de la calle) están a unos 300 metros de la entrada de la Ciudad Deportiva. Allí se pueden tomar las líneas SF1 y SF2 del bus urbano de San Feliu de Llobregat, la L52 - Hospitalet (Ciudad de la Justicia)/San Feliu (Pl Pere Dot) y también la N12 - Barcelona (Pl. Portal de la Paz)/San Feliu de Llob. (La Salud) del Nitbus.